# Bassaricyon gabbii
Bassaricyon gabbii är en däggdjursart som beskrevs av J. A. Allen 1876. Bassaricyon gabbii ingår i släktet olingobjörnar och familjen halvbjörnar. IUCN kategoriserar arten globalt som livskraftig. Inga underarter finns listade.
Det svenska trivialnamnet Yvsvansad olingo förekommer för arten.

## Utseende
Denna oligobjörn når en kroppslängd (huvud och bål) av 35 till 47 cm och en svanslängd av 40 till 48 cm. Vikten varierar mellan 970 och 1500 g. Arten har en gråbrun päls som är hos några individer lite gulaktig. På svansen förekommer mörka otydliga ringar. Hanar och honor har förutom könsorganen likadant utseende och storlek.

## Utbredning och habitat
Bassaricyon gabbii förekommer från centrala Nicaragua till Colombia och Ecuador. Arten vistas i låglandet och i bergstrakter där den når 2000 meter över havet. Habitatet utgörs av städsegröna skogar där arten gärna klättrar i trädens övre delar.

## Ekologi
Individerna är aktiva på natten och de klättrar främst i växtligheten. De lever ensam eller i mindre flockar med upp till sex medlemmar. Födan utgörs av frukter och nektar samt av insekter och mindre ryggradsdjur som ödlor eller småfåglar och deras ägg. Veckelbjörnen (Potos flavus) som lever i samma region fördriver Bassaricyon gabbii ofta från sitt revir. Däremot utgör primater sällan konkurrenter då de flesta primaterna i området är aktiva på dagen.
Bassaricyon gabbii har doftkörtlar när sin anus och markerar olika platser med körtelvätska. Syftet med denna gärning är inte helt utrett.
Honor kan para sig hela året. Dräktigheten varar cirka 74 dagar och sedan föds en unge som i början är blind. Ungen öppnar ögonen efter ungefär fyra veckor och cirka två månader efter födelsen börjar den med fast föda. Några dagar senare slutar modern med digivning. Fadern deltar troligen inte i ungens uppfostring. Vid slutet av andra levnadsåret blir ungen könsmogen.
I naturen blir individer sällan äldre än 10 år. Med människans vård kan Bassaricyon gabbii leva 25 år. Artens naturliga fiender utgörs av större kattdjur som jaguaren och av större ormar.